# MOWAG Taifun II
MOWAG Taifun II — дослідний зразок винищувача танків, створений швейцарською компанією MOWAG. Особливістю машини була відсутність башти.
Фірма MOWAG вела роботи за власною ініціативою, без жодного замовлення з боку армії. У той час на озброєнні швейцарської армії стояли винищувачі танків AMX-13 і компанія сподівалась, що її проект дозволить замінити ці машини.

## Історія створення
У XXI столітті винищувачі танків без башти — скоріше виключення, ніж правило. Це частіше напівкустарні машини, які знаходяться на озброєнні відсталих армій. Бойова цінність подібної техніки невелика, вона потрібна лише для участі у парадах. Проте так було не завжди.
Розквіт епохи винищувачів танків з казематною установкою озброєння припав на роки Другої світової війни. Практично у всіх арміях світу з'явилися самохідні гармати різних конструкцій. У Німеччині однією з найвдаліших по співвідношенню ефективності і вартості стала StuG III. Хоча оригінальна StuG була лише артилерійською установкою, пізніші версії з довгоствольною 75-мм гарматою стали ефективним протитанковим засобом.
У після воєнні роки необхідність застосування подібної техніки поступово зменшувалася і машини без башти використовувалися все рідше. Радянсткий Союз деякий час випусках ПТ САУ, проте з часом перейшов на виробництво більш універсальної техніки — середніх танків та ОБТ. Німці встановили 90-мм гармати від танків Patton, які в них залишились, на шасі, розроблєні фірмами Hanomag та Henschel. Машина, що отримала назву Kanonenjagdpanzer, проіснувала не довго, поступившись місцем танкам і самохідним протитанковим комплексам. Лише у бельгійській армії вона залишалась на озброєнні до 80-х років. Американці під час війни створили декілька ПТ САУ без башти, але дуже швидко припинили роботи у цьому напрямку. Треба також згадати шведський Strv 103 — середній танк, який достатньо успішно виконував свою роль.
Таким чином, на рубежі 1960–70-х рр винищувачі танків з казематною установкою гармати припинили своє існування — точніше, більшість з них, тому що на початку 1980-х у Швейцарії з'явилась доволі цікава машина.
На кінець 1970-х швейцарська фірма Mowag мала солідний досвід у створенні бронетехніки. За 20 років свого існування компанія встигла створити декілька цікавих зразків техніки — від БТР до важких гусеничних машин (світова слава прийшла до компанії пізніше, після появи модульного бронетранспортера Mowag Piranha). У 1960-х підприємство брало участь у конкурсі на створення Kanonenjagdpanzer, а потім почало проектувати власний винищувач танків Mowag Gepard. Машина не пішла у серійне виробництво, однак фірма продовжила працювати у даному напрямку.
З 1978 року до початку 1980-х компанія Mowag займалась створення винищувача танків без башти на шасі дослідного БТР власного виробництва Tornado. Ця машина отримала назву Taifun.

## Конструкція та озброєння
Для 1980-х років казематна установка гармати була доволі не звичною, через те, що такі машини вважали застарілими.
У проміжок між 1980 та 1982 роками було створено принаймні один дослідний зразок. Екіпаж складався з 4 осіб — командира, механіка, навідника та заряджаючого. Броня була доволі тонкою, у лобовій проєкції вона захища від вогню 25-мм гармат на дистанції до 1000 м та осколків. Недоліки захисту компенсувалися високою вогневою міццю: на машину було встановлено 105-мм гарматою L7 з можливістю заміни на 120-мм гладкоствольну гармату з автоматом заряджання. Останній дозволяв прибрати з екіпажу заряджаючого, умови праці якого були дуже важкими. Кути вертикальної наводки складали -12/+18 градусів, горизонтальної — 15 градусів в обидва боки. Машина була дуже маленькою, її висота складала 2,1 м (при кліренсі 45 см). Вага складала 26,5 тон, 575-сильний двигун Detroit Diesel 8V-71T забезпечував питому потужність у 21,7 к. с./т та дозволяв розвивати максимальну швидкість 65 км/год.
Не дивлячись на оригінальність конструкції, компанія не змогла привернути увагу потенційних замовників. Taifun так і залишився експериментальною розробкою — і останнім винищувачем танків без башти в історії. У проекту було кілька переваг — наприклад, простота конструкції, надійність та доступна ціна. Проте вони не змогли переважити недоліки пов'язані з відсутністю башти, що обертається.